# Méndez (apellido)

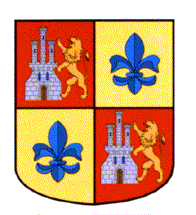
Escudo de armas del apellido Méndez.

Méndez es un apellido patronímico que deriva del nombre Mendo, original de Asturias y Galicia. Según muchos historiadores, se reconoce como tronco inicial al del rey godo Égica (610-702). Se trata de un antiguo linaje cuyas casas más antiguas se sitúan en Vigo, Cangas de Tineo, Gijón y Sanabria.

## Origen
El conde Hermenegildo se casó con Ermensinda Arias, señora de Puertomarín (Lugo), de la casa de los Arias de Sirgal, descendientes del rey suevo de Galicia, Arias Miro (570-583). Esta unión dio origen a Gutierre Arias Méndez, Gonzalo Méndez y Arias Méndez (conde de Miño).
Los Méndez emparentaron con los Montemayor y Guzmán de Castilla, los Castro y Villandrado de Galicia y los Manrique de Andalucía.

## Significado
Méndez, como muchos nombres de origen godo, proviene del anglosajón Mend que significa El que compone o El Conciliador.

## Heráldica
Dado que Méndez es un apellido patronímico no existe un origen común y tampoco existe un escudo único para el apellido, existiendo por una parte diferentes linajes o casas solares con derecho a usar escudo y por otra apellidos sin escudo por no pertenecer a una casa solar, no teniendo parentescos entre sí unos con otros. Sólo el estudio genealógico exhaustivo de un apellido permite establecer si le corresponde o no el uso de un escudo específico.
Escudo cuartelado de gules con dos castillos de plata y acostado a la siniestra un león del mismo color, y dos flor de lis azules sobre fondo en oro.
- Datos: Q5653265
- Multimedia: Méndez (surname) / Q5653265